# Willem III der Nederlanden
Willem Alexander Paul Frederik Lodewijk (Brussel, 19 februari 1817 – Apeldoorn, 23 november 1890), Prins van Oranje-Nassau, was koning der Nederlanden en groothertog van Luxemburg van 17 maart 1849 tot zijn dood in 1890. Hij was ook hertog van Limburg van 1849 tot de opheffing van het hertogdom in 1866.
Willem was de oudste zoon uit het huwelijk van koning Willem II der Nederlanden en koningin Anna Paulowna. Na de troonsafstand van zijn grootvader koning Willem I in 1840 werd hij de prins van Oranje. Na het overlijden van zijn vader volgde hij hem op als koning der Nederlanden.
Willem trouwde in 1839 met zijn volle nicht prinses Sophie van Württemberg. Zij kregen drie zonen, die allemaal eerder stierven dan hun vader: Willem, Maurits en Alexander. Na de dood van zijn vrouw hertrouwde hij in 1879 met de Duitse prinses Emma zu Waldeck und Pyrmont. Zij kregen één dochter, Wilhelmina, die hem opvolgde.
In november 1848, vier maanden voor zijn troonsbestijging, was zeer tegen zijn zin een ingrijpende grondwetsherziening doorgevoerd, die de macht van de koning aanzienlijk beperkte. Hij weigerde in eerste instantie om onder de nieuwe grondwet koning te worden, maar schikte zich uiteindelijk in zijn lot. Zijn onvermogen om iets aan de nieuwe grondwet te veranderen droeg eraan bij dat Nederland zich onder zijn koningschap ontwikkelde tot een parlementaire democratie. Mede vanwege zijn beperkte macht heeft hij niet veel bijgedragen aan de staatkundige inrichting van het koninkrijk. Zoals zijn biograaf Dik van der Meulen het samenvatte: "Willems voornaamste staatkundige verdienste was de eerste Nederlandse koning te zijn in een land dat door anderen werd bestuurd".

## Jeugd

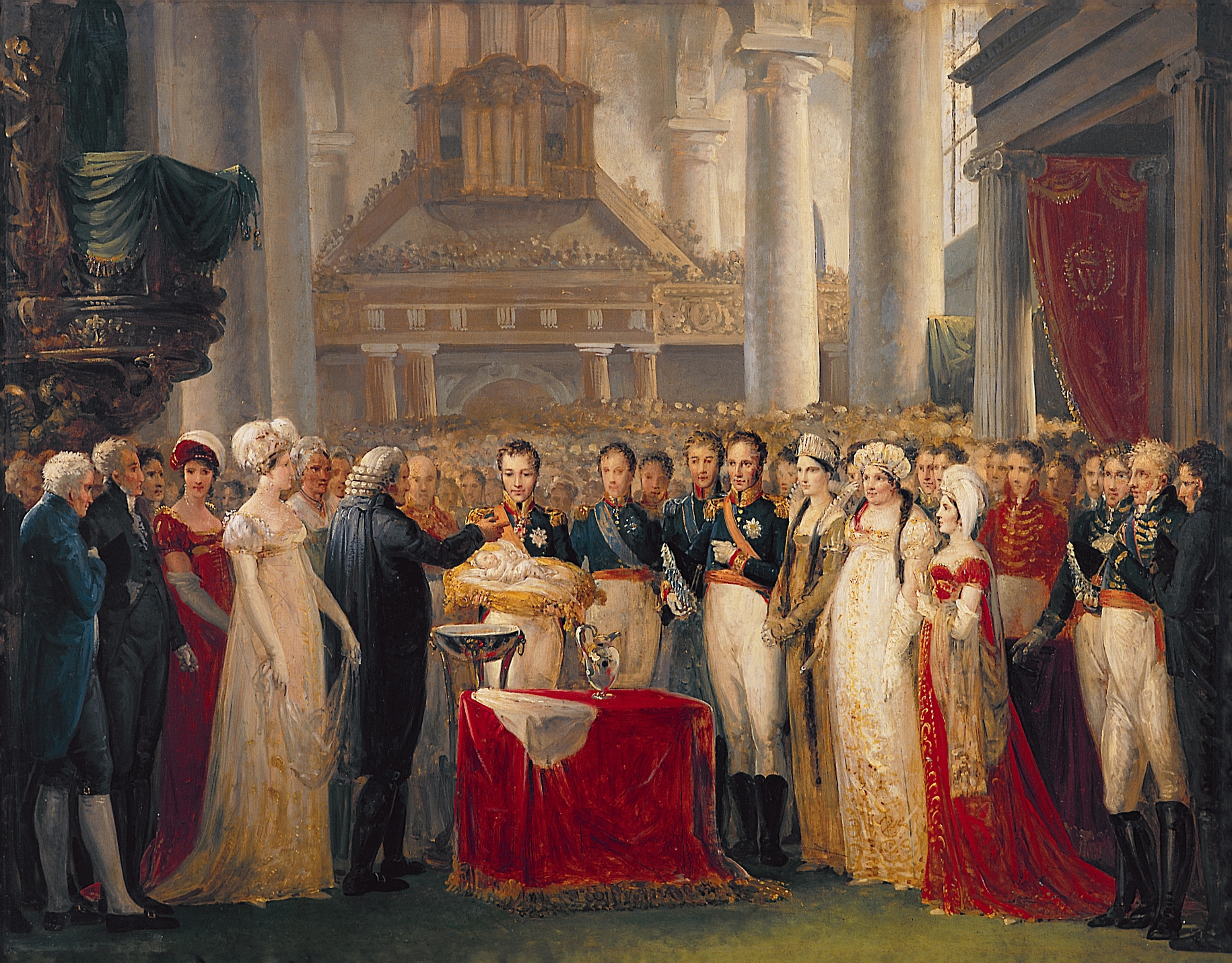
Doop van de latere koning Willem III in 1817 in de Augustijnenkerk in Brussel, door Mattheus Ignatius van Bree, museum Paleis Het Loo.

Willem werd geboren in Brussel, als oudste kind van de latere koning Willem II en zijn echtgenote Anna Paulowna, de zuster van de Russische tsaren Alexander I en Nicolaas I. Die laatste, toen nog grootvorst Nicolaas, was als afgevaardigde van de Tsaar bij Willems doop aanwezig. Ook aanwezig waren Wilhelmina van Pruisen en prinses Louise, de moeder en zuster van koning Willem I. 
Willem groeide op met twee jongere broers en een zusje. Hij kreeg met zijn beide jongere broers thuis privéonderwijs onder toezicht van gouverneurs Thierry Juste de Constant Rebecque de Villars (tot 1834), Daniël Otto Bagelaar en Anne Rigot de Begnins. Deze waren allemaal beroepsofficier en de opvoeding die ze de prinsen gaven, droeg een duidelijk militair stempel. Op 19 februari 1827 werd Willem door zijn grootvader, koning Willem I, benoemd tot kolonel-titulair van de infanterie. Tevens ontving hij die dag het grootkruis van de Orde van de Nederlandse Leeuw, dit alles om te vieren dat hij tien jaar oud was geworden. Vanwege zijn jonge leeftijd heeft Willem niet actief deelgenomen aan de strijd tegen de Belgen, die begon in 1830. Wel is hij met zijn vader en broer Alexander enige tijd bij het leger te velde geweest. Zijn militaire opleiding ontving hij onder andere bij de eerste compagnie van het eerste bataljon grenadiers, waarbij hij diende vanaf 1831. Beide prinsen werden in het kampement te Rijen opgeleid tot compagnie- en bataljonscommandant, hoewel het onwaarschijnlijk is dat aan hen dezelfde eisen werden gesteld als aan gewone officieren. Het Nationaal Archief bewaart nog rapporten die Willem en Alexander als verantwoordelijk officier van de dag hebben opgesteld. 
Met zijn vader reisde Willem december 1833 naar Berlijn en Sint-Petersburg. Rond Nieuwjaar 1834 werd hij door zijn oom tsaar Nicolaas I benoemd tot erekolonel van het vierde regiment grenadiers van de keizerlijke garde. 
In hetzelfde jaar werd hij aan de Leidse Hoogeschool ingeschreven als student. Er werden voor hem enkele kamers gehuurd aan het Rapenburg, maar hij overnachtte meestal in Den Haag. Ook in Leiden kreeg Willem les aan huis. Petrus Hofman Peerlkamp gaf hem geschiedenisles, Hendrik Cock verzorgde het onderwijs in natuur-, staats- en volkenrecht en Hendrik Willem Tydeman was verantwoordelijk voor het vak staatshuishoudkunde. Johan Rudolph Thorbecke, met wie Willem het als koning flink aan de stok zou krijgen, was nogal ontstemd niet te zijn verkozen om onderricht aan de erfprins te geven. 'De erfprins zal zijne studien nu spoedig voleindigd hebben', schreef hij in februari 1836 aan zijn collega hoogleraar C.J. van Assen. 'En nadat deze de akademie verlaten had, gevraagd te worden om een bijles te geven aan den tweeden [prins Alexander], ware mij onaangenaam ja krenkend.'
Op 30 mei 1836, tijdens een onderbreking van zijn studie, danste hij in Londen met de latere Britse koningin Victoria. In juni 1836 vroeg Salomon Dedel in naam van koning Willem I, ten behoeve van diens kleinzoon Willem, officieel om haar hand, maar zij wees een huwelijk met Willem af. In 1837 rondde hij zijn studie af met een aantal mondelinge examens in aanwezigheid van zijn vader, maar zonder een diploma te behalen (dat was voor leden van het koninklijk huis destijds niet gebruikelijk). In september dat jaar begon Willem een reis die hem naar een aantal Duitse vorstendommen bracht, evenals naar Noord-Italië, Wenen, Praag, Ofen en Pest en opnieuw naar Berlijn, waar hij het goed kon vinden met prins Wilhelm, die toen nog niet wist dat hij later keizer van Duitsland zou worden. Op zijn 21e verjaardag werd hem zitting verleend in de Raad van State, het hoogste adviesorgaan van de Kroon.

## Prins van Oranje
Op 7 oktober 1840 trad zijn grootvader Willem I af als koning der Nederlanden, groothertog van Luxemburg en hertog van Limburg. Willems vader nam de titels over en hijzelf werd prins van Oranje en daarmee de eerste in lijn van troonopvolging in de Nederlanden. Los daarvan werd hij ook de aangewezen opvolger voor Luxemburg en Limburg. Op 28 november dat jaar werd zijn vader ingehuldigd als koning Willem II. Dezelfde dag benoemde die hem tot inspecteur-generaal van het wapen der infanterie en luitenant-generaal.
De functie van inspecteur-generaal leverde Willem eind december 1845 weer in. De precieze reden is onduidelijk, maar wellicht omdat Willem vond dat hij er geen juiste invulling aan kon geven. Het was dan ook alleen een erefunctie. 'Hij [Willem] is zijn eigen grootste vijand', schreef zijn broer Alexander hun zusje Sophie over de kwestie. Tegelijkertijd met zijn ontslag werd de functie door zijn vader opgeheven. Willem en Alexander, die een hechte band hadden, deelden de worsteling met een gebrek aan nuttige bezigheden. Hoewel koning Willem II als kroonprins zelf minister was geweest, hield hij zijn eigen oudste zoon buiten de besluitvorming. In het leger kreeg de kroonprins evenmin serieuze taken. Willem en Alexander, die beiden gepassioneerde jagers waren, wijdden zich vol enthousiasme aan de valkenjacht en de paardenrennen die in de jaren 1840 een bloeitijd doormaakten. Zijn leven lang zou Willem zich meer op zijn gemak voelen als landedelman op Het Loo dan als prins in Den Haag. De dood van Alexander, aan de vooravond van Willems 31ste verjaardag, was een zware klap. Zijn band met zijn overgebleven broer Hendrik was beduidend minder goed.
Willem III werd niet gekend in de politieke besluitvorming, maar had er wel degelijk een mening over. Hij gaf als kroonprins aan de nieuwe grondwet van 1848 niet te accepteren. Zijn grief was dat die de koninklijke macht drastisch beperkte. Op 8 oktober dat jaar, drie dagen voordat de grondwetsvoorziening van Thorbecke van kracht werd, schreef hij aan zijn zus:
Niet in staat, herhaal ik, dit soort staatsgevaarlijke beginselen in overeenstemming te brengen met mijn geweten en mijn taak, ben ik tot het volgende besluit gekomen: af te zien, onherroepelijk en voor altijd, ten faveure van mijn oudste zoon, van mijn rechten als Prins van Oranje en van mijn rechten op de Kroon.
Zijn vader trachtte hem van zijn ongelijk te overtuigen, onder meer door hem erop te wijzen dat het koningschap een "goddelijke roeping" is, die hij niet kon weigeren. Willem bleef echter bij zijn standpunt. Hij diende zelfs een verzoek in hem ook te ontslaan als luitenant-generaal van de infanterie. Zijn vader wees ook dit af.
Toen zijn vader op 17 maart 1849 stierf, bevond Willem zich voor een verblijf van drie maanden in Engeland. Op die dag bevond hij zich in Raby Castle, in het Noord-Engelse graafschap Durham. Hij vernam pas van het overlijden van zijn vader, toen die al een dag dood was. Hij liet zich alsnog overreden het koningschap te aanvaarden. Zijn inhuldiging vond plaats op 12 mei 1849.

## Eerste huwelijk

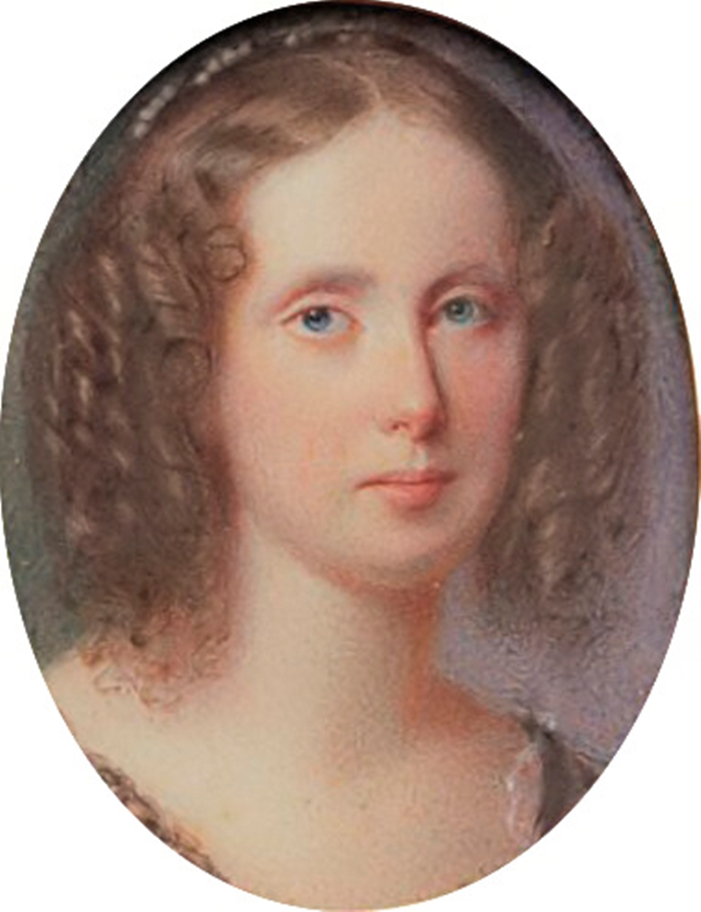
Willems eerste echtgenote prinses Sophie van Württemberg

Willem trad op 18 juni (Waterloodag) 1839 in het huwelijk met zijn volle nicht prinses Sophie van Württemberg, de dochter van koning Willem I van Württemberg en Catharina Paulowna. Op 4 september 1840 werd hun eerste kind geboren, een zoon. Het werd een slecht huwelijk, mede door Willems nauwelijks verholen buitenechtelijke affaires, andere seksuele uitspattingen en grillige karakter. Al in 1842 wilde Sophie gescheiden van haar echtgenoot gaan wonen. In een brief aan haar schoonvader, geschreven in de nazomer of herfst van dat jaar, hield ze hem voor dat ze door haar echtgenoot bedreigd en mishandeld werd. Hij zou haar dwingen tot "schandalige handelingen die de zeden en de waardigheid kwetsen van iedere vrouw". "Mijn situatie is onhoudbaar", vervolgde Sophie. Ze vroeg de koning om haar "een wijkplaats toe te staan. Ik vraag niet om geld. Men heeft me een toevluchtsoord aangeboden waar ik rustig zou kunnen leven (...) Laat u me dan ook mijn kind; tot zijn zevende zal het de zorg van vrouwen nodig hebben." Het werd haar niet gegund. Ze zou bij haar man blijven wonen en hem nog twee kinderen baren, de eerste keer al in 1843. Deze tweede zoon stierf in 1850. 
Op 25 augustus 1851 beviel Sophie van haar derde kind. Het bracht geen huwelijksgeluk, want ze wilde opnieuw van haar echtgenoot weg. Op 17 september dat jaar gaf Willem de opdracht om daarvoor de mogelijkheden uit te zoeken. Uiteindelijk leidde dit op 25 december 1855 tot het ondertekenen van een schriftelijke overeenkomst waarbij – zonder tussenkomst van een rechter – overgegaan werd tot een scheiding van tafel en bed. Tevens werd de belofte vastgelegd dat als Willem zou aftreden als vorst, overgegaan zou worden tot een formele echtscheiding. Willem kreeg het gezag over hun oudste zoon toegewezen, met de verplichting dat die zijn moeder regelmatig moest bezoeken. De jongste zoon, die op dat moment vier jaar oud was, werd tot zijn negende jaar onder het gezag van zijn moeder geplaatst. Sophie kreeg als woonverblijf Paleis Huis ten Bosch toegewezen. 's Winters zou zij in Paleis Noordeinde mogen verblijven, waar in die maanden ook Willem woonde, maar beiden zouden van elkaar afgescheiden woonruimte krijgen en het was geen van tweeën toegestaan zonder wederzijdse toestemming de ander op te zoeken. Beiden zouden zich verder onthouden van 'beschuldigingen of toespelingen, waardoor de eer of de waardigheid Hunner Personen kunnen worden gekrenkt'. Bij officiële gelegenheden moesten Willem en Sophie de schijn ophouden en zich als een echtpaar blijven gedragen. De overeenkomst werd door enkele getuigen medeondertekend en voor de buitenwereld verborgen gehouden.

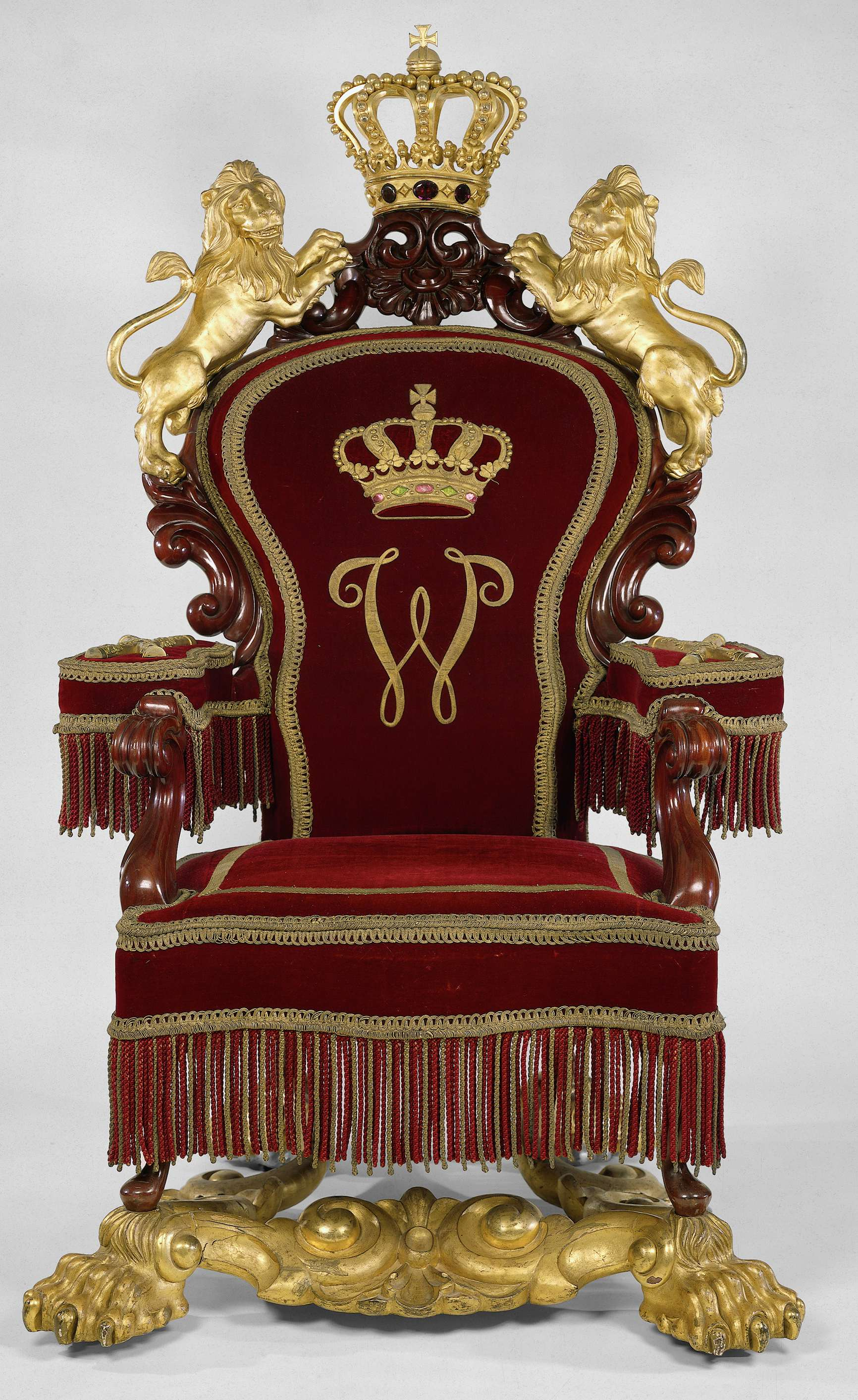
Troon van koning Willem III, vervaardigd door de gebroeders Horrix te Den Haag, 1842-1849. Rijksmuseum Amsterdam

Uit het huwelijk kwamen drie zoons voort. Geen van hen overleefde zijn vader.
| Afbeelding | Naam                                                      | Geboren           | Overleden    |
| ---------- | --------------------------------------------------------- | ----------------- | ------------ |
|            | Willem Nicolaas Alexander Frederik Karel Hendrik (Wiwill) | 4 september 1840  | 11 juni 1879 |
|            | Willem Frederik Maurits Alexander Hendrik Karel           | 15 september 1843 | 4 juni 1850  |
|            | Willem Alexander Carel Hendrik Frederik                   | 25 augustus 1851  | 21 juni 1884 |

## Breuk met oudste zoon
In de jaren zeventig kwam het tot een breuk tussen Willem III en zijn oudste zoon, Willem. Deze wilde trouwen met Mathilde gravin van Limburg Stirum, maar de koning en koningin weigerden hun toestemming te geven. De ministerraad was in eerste instantie ook tegen, maar legde zich er uiteindelijk bij neer, omdat gevreesd werd dat hij anders helemaal niet zou trouwen. Van zijn enige overgebleven broer Alexander viel namelijk evenmin een huwelijk te verwachten. Willem III zag liever dat zijn oudste zoon zou trouwen met een buitenlandse prinses, maar gaf aan dat hij misschien toch akkoord zou gaan met een huwelijk met een buitenlandse gravin of hertogin. Hij wilde daarmee voorkomen dat de troon over zou gaan op de kinderen van zijn zuster Sophie. Een huwelijk met een Nederlandse gravin bleef voor hem evenwel uitgesloten. Kroonprins Willem, inmiddels in de dertig, vertrok definitief naar Parijs om er zich over te geven aan de genoegens die die stad te bieden had en zou tijdens zijn leven alleen nog in 1877 even kort naar Nederland terugkeren om afscheid te nemen van zijn stervende moeder.

## Tweede huwelijk

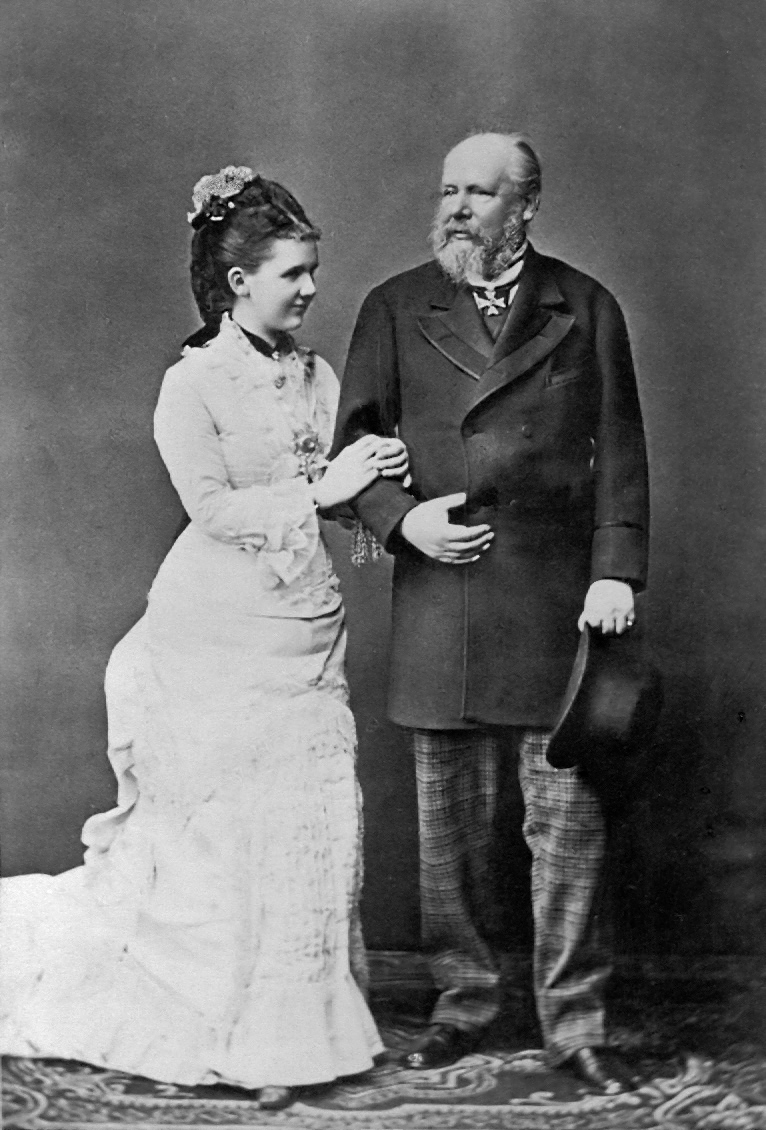
Koning Willem III en Emma van Waldeck-Pyrmont. De foto werd als ansichtkaart op de Nederlandse markt gebracht.

Na het overlijden van Sophie in 1877 had koning Willem III de mogelijkheid om weer een huwelijk te sluiten. Aanvankelijk koos hij voor een morganatisch huwelijk met zijn geliefde van dat moment, Émilie Ambre, een Parijse operazangeres, die hij al had geïnstalleerd op Huize Welgelegen te Rijswijk, en die hij had voorzien van de titel comtesse d'Ambroise. Het voornemen leidde tot heftige conflicten met het kabinet, en de koning zag uiteindelijk van het huwelijk af.
Uiteindelijk wisten ministers hem te bewegen een vorstelijke echtgenote te zoeken. De eerste die gevraagd werd was de 25-jarige Deense prinses Thyra, maar die was al vergeven. Tweede keus was een dochter van de verdreven koning George V van Hannover, maar die weigerde. Vervolgens trachtte hij juli 1878 zijn nicht Elisabeth van Saksen-Weimar-Eisenach te huwen, een dochter van zijn zuster, maar ook zij bedankte voor de eer. Daarna reisde Willem op advies van zijn zuster rechtstreeks door naar Bad Arolsen, waar de vorst George Victor van Waldeck-Pyrmont meerdere huwbare dochters had. De moeder, prinses Helena van Nassau, stelde twee van haar dochters voor. Willem ging eerst voor de oudste, prinses Pauline, maar het klikte meer met de jongste van de twee, Emma, die op dat moment nog net geen 20 jaar was, waarna al snel tot een huwelijk besloten werd. Al op 29 september 1878 werd de verloving gevierd. De 61-jarige Willem trouwde op 7 januari 1879 te Arolsen. De festiviteiten ter gelegenheid van het huwelijk werden in Nederland al snel afgebroken wegens het overlijden van 's konings broer prins Hendrik op 13 januari. Deze had bij het huwelijk als getuige op moeten treden, maar moest wegens een aanval van mazelen verstek laten gaan. In april dat jaar vond alsnog een feestelijke inhuldiging van het bruidspaar plaats.

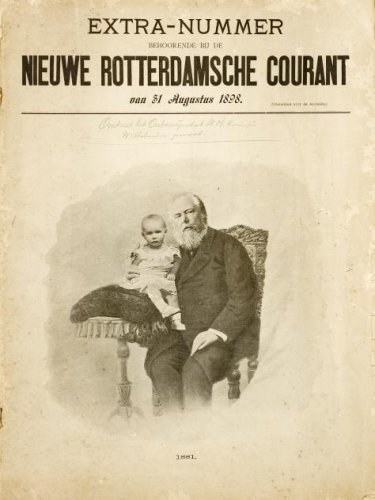
Voorpagina van de Nieuwe Rotterdamsche Courant ter gelegenheid van de achttiende verjaardag van koningin Wilhelmina. Op de foto koning Willem III met zijn dochter.

Uit het huwelijk van Willem en Emma zou één kind geboren worden:
| Afbeelding | Naam                            | Geboren          | Overleden        |
| ---------- | ------------------------------- | ---------------- | ---------------- |
|            | Wilhelmina Helena Pauline Maria | 31 augustus 1880 | 28 november 1962 |

## Constitutionele rol

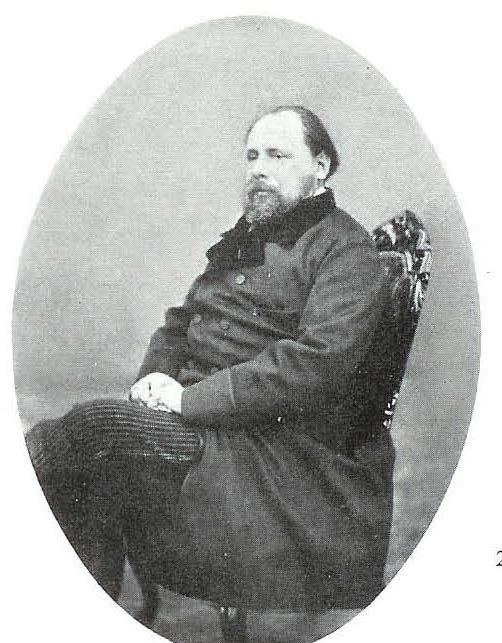
Willem III omstreeks 1865

De eerste twintig jaar van zijn regering kenmerkten zich door weerstand tegen de constitutionele monarchie, waarbij de koning zich overigens meestal conformeerde. Een voorbeeld van die eigenzinnige constitutionele rol is de commotie rond de Aprilbeweging in 1853. Het zittende kabinet onder de feitelijke leiding van Thorbecke had een neutraal antwoord voorgesteld. De scheiding van kerk en staat betekende immers dat de regering geen zeggenschap zou hebben over de wens van de katholieken om zich in bisdommen te organiseren. Toen Willem III in Amsterdam een anti-rooms-katholieke petitie kreeg aangeboden hield hij een gloedvolle rede, die de hoogopgelopen gemoederen overigens ook onmiddellijk deed bedaren. Omdat de koning niet bereid was terug te komen op zijn weigering om het regeringsstandpunt uit te dragen, trad de ministerraad af.
In september 1854 waren er na de stijging van de broodprijzen rellen in Schiedam, een artilleriepaard overleed daarbij. Willem liet als opperbevelhebber van de krijgsmacht schriftelijk vastleggen dat een oorlogsschip richting Schiedam moest varen dat "bij vernieuwde stoornis" de stad moest bestoken met bourbongranaten. Minister van Oorlog baron Forstner van Dambenoy achtte het onmogelijk om het bevel uit te voeren. Hij drong er bij Willem op aan om de verordening voor zich te houden. De reactie van het parlement zou volgens hem anders niet te overzien zijn. Uiteindelijk trok Willem zijn bevel in. Alle ministers gaven in een speciale zitting aan zijn handelwijze af te keuren.
In 1856 werd Willem benaderd door zijn hoffunctionaris en vroegere secretaris jonkheer Ludolph van Bronkhorst of de koning hem en zijn zwager, de voormalige resident J.G.A. Gallois, kon helpen om op Java een suikercontract te verwerven. Willem beval de twee aan bij de minister van Koloniën Pieter Mijer en stelde in een tweede brief voor hen tevens te voorzien van een renteloos krediet. Mijer wilde er eigenlijk niets van weten, maar bezweek onder de aanhoudende druk. Een renteloos krediet verstrekken ging hem echter te ver. Uiteindelijk regelde Mijers opvolger Jan Jacob Rochussen dat het duo niet voor het contract hoefde te betalen. Gallois scheepte zich meteen in voor de Nederlandse kolonie, maar in plaats van suikerriet te gaan verbouwen, verkocht hij bij aankomst de rechten voor 275.000 gulden. Toen de ministeriële inbreng in deze Pangka-affaire bij de Tweede Kamer bekend werd, kostte dat Rochussen zijn baan. De rol van de koning werd verborgen gehouden.
De minister van Oorlog Van Meurs stelde in 1859 voor om Charles Nepveu te bevorderen tot opperbevelhebber van het Nederlandse leger. Willem dacht daar anders over en benoemde zijn oom Frederik. De koning drong hetzelfde jaar aan op een verhoging van de defensie-uitgaven in verband met een dreigende oorlog tussen Oostenrijk en Sardinië. De Tweede Kamer ging daarin mee en verhoogde de uitgaven met vier miljoen gulden. Eveneens in 1859 zegde Willem de stad Amsterdam toe dat hij de spoorwegwet niet zou ondertekenen voordat er overeenstemming zou zijn bereikt over de aanleg van een kanaal ten westen van Amsterdam, dat aansluiting zou krijgen op de Noordzee (het latere Noordzeekanaal). Het wetsvoorstel over het kanaal werd echter door de Tweede Kamer aangehouden, terwijl dat over de spoorwegwet wel werd aangenomen. Willem wees er de ministerraad op dat hij niet kon terugkomen van zijn belofte aan Amsterdam en bewerkstelligde, door Eerste Kamerleden onder druk te zetten, dat de Senaat de spoorwegwet afwees. De ministers van Financiën, Van Bosse, en Binnenlandse Zaken, Van Tets van Goudriaan, boden daarop hun ontslag aan. Het leidde tot de vorming van een nieuw kabinet. 
Het was een idee van Willem om in de spoorwegwet op te nemen dat een spoorweg zou worden aangelegd van Amsterdam naar het Nieuwediep, het latere Den Helder. De wet werd in 1860 een feit, evenals die voor de aanleg van het Noordzeekanaal.

## Waterheld van Het Loo
Willem III oogstte bij het volk veel lof voor de persoonlijke aandacht die hij schonk aan de slachtoffers van de watersnoodrampen van 1855 en 1861. Eind februari 1855 trad de dooi in en kruiend ijs in de grote rivieren veroorzaakte vanaf 4 maart diverse dijkbreuken. Vooral het Land van Maas en Waal werd hard getroffen, maar ook de Gelderse Vallei en het stroomgebied van de IJssel hadden te maken met grote wateroverlast. De mensen schuilden in de bomen en op de daken van hun huizen. Hoeveel doden er gevallen zijn, is nooit bekend geworden. Op 7 maart spoedde de koning zich naar het rampgebied. Tien dagen lang bezocht hij de slachtoffers en sprak hen moed in. Dat hij ook hun armoedige huizen betrad werd alom gewaardeerd. Terug in Den Haag gingen de inwoners de straat op om hem op enthousiaste wijze te verwelkomen. In januari 1861 was het weer raak. Opnieuw kwam het Land van Maas en Waal onder water te staan. Deze keer bleef Willem in eerste instantie in zijn paleis en stelde hij een commissie in die het rampgebied voorzag van kleding, voedsel, koffie en tenten. Op 24 januari bezocht Willem met zijn broer Hendrik de getroffen gebieden. Toen na hun bezoek opnieuw dijken doorbraken, vertrokken Willem en zijn broer op 3 februari opnieuw naar de onder water gelopen streken. De terugweg ging per trein. Op alle tussenliggende stations, Arnhem, Rotterdam en Delft, werden ze met een serenade opgewacht en in Den Haag werden de koninklijke broers door een grote menigte enthousiast onthaald. Naderhand schonk Willem 40.000 gulden aan de slachtoffers, het hoogste bedrag van iedereen. Hij werd de 'Waterheld van Het Loo' genoemd, vrij naar zijn vader die wegens diens militaire successen tegen de troepen van Napoleon Bonaparte bekendstond als de 'Held van Waterloo'.

## Max Havelaar
In 1860 bracht de schrijver Multatuli zijn Max Havelaar uit, een boek dat de Nederlandse wantoestanden in de Oost-Indische kolonie belicht. Het sloeg in Nederland in als een bom en behoort meer dan honderdvijftig jaar later nog steeds tot de meest vermaarde boeken in de Nederlandse literatuur. Het boek sluit af met een oproep aan de koning:
Want aan U draag ik mijn boek op, Willem den derde, Koning, Groothertog, Prins,... meer dan Prins, Groothertog en Koning,... KEIZER van het prachtig rijk van INSULINDE, dat zich daar slingert om den evenaar, als een gordel van smaragd!...
Aan U vraag ik met vertrouwen of het uw Keizerlijke wil is: Dat de Havelaars worden bespat door den modder van Slijmeringen en Droogstoppels;-

En dat daar ginds Uwe meer dan Dertig millioenen onderdanen worden mishandeld en uitgezogen in Uwen naam?...
Multatuli kreeg geen antwoord van de koning, ook niet op een verzoek dat hij nog voor de uitgave van Max Havelaar via de post rechtstreeks aan hem richtte. In de vierde druk voegde Multatuli, schrijvende over Willem, een sneer toe over het uitblijven van een koninklijk antwoord:
die zich zeker bezig houdt met belangryker zaken dan Rechtdoen en 't behouden van Insulinde voor Nederland.
Voor de zekerheid stuurde hij de koning een exemplaar van deze druk op. Opnieuw bleef een reactie uit.

## Luxemburgse kwestie
In 1866 viel de Duitse Bond uiteen en kwam de Noord-Duitse Bond tot stand, waarvan het groothertogdom Luxemburg en het hertogdom Limburg geen deel meer zouden uitmaken. Willem was desgevraagd bereid Luxemburg aan keizer Napoleon III van Frankrijk te verkopen, met stilzwijgende instemming van de Pruisische premier Bismarck. Toen deze transactie echter in de openbaarheid kwam, verklaarde Bismarck dat verkoop als reden tot oorlog beschouwd zou worden. Op het Congres van Londen van 1867 ter regeling van de Luxemburgse kwestie werd overeengekomen dat Luxemburg patrimoniaal eigendom van het huis (Oranje-)Nassau zou blijven, echter wel als politiek neutraal gebied. De Pruisische troepen werden dan ook teruggetrokken uit de vesting en de burcht van Luxemburg werd afgebroken. In 1868 kreeg Luxemburg een nieuwe grondwet.

## Onhebbelijkheden

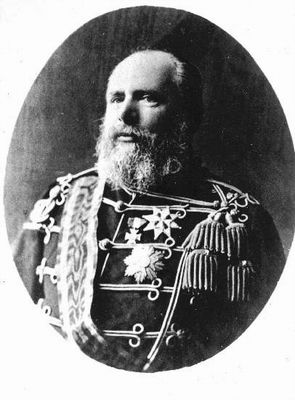
Willem III in zijn laatste jaren

"Ik zet geen voet in dat klooster", zou Willem III in 1885 in het Frans over het Rijksmuseum Amsterdam gezegd hebben, uit woede over het rooms-katholieke karakter van het ontwerp van het gebouw. Hij weigerde de eerste steen te leggen, evenals het verrichten van de officiële opening. Desondanks werd architect Pierre Cuypers juist wegens zijn verdiensten voor de bouw van het museum op 7 juli 1885, een week voor de opening van het museum, door Willem benoemd tot ridder in de Orde van de Nederlandse Leeuw.
Aan het Meer van Genève, in Clarens, huurde hij in 1875 een villa. De koning werd er bij herhaling op zijn balkon waargenomen in een opengevallen ruiterjas, zonder daaronder kleding te dragen, dit in het zicht van de passagiers op de stoomboten. Hij maakte er tevens een gewoonte van in adamskostuum in het meer te zwemmen, waarbij hij aan wal eveneens door de bootpassagiers naakt gadeslagen kon worden. Toen hij voor dit vergrijp voor de rechtbank gedaagd werd, beriep hij zich op zijn onschendbaarheid als koning. 
Willem III was in zijn latere jaren niet geliefd en werd in een anti-monarchistisch schotschrift door S.E.W. Roorda van Eysinga Koning Gorilla genoemd. Hij was zijn leven lang driftig, egoïstisch en boosaardig, maar door zijn grillige karakter kon hij soms ook onverwacht vriendelijk en royaal uit de hoek komen.
Voorbeelden van 's konings onhebbelijke natuur zijn goed gedocumenteerd. Zo liet hij lakeien een lucifer afsteken om de koninklijke sigaar aan te steken. Wanneer de lucifer brandde talmde de koning zo lang dat de lakei, om brandblaren te voorkomen, de lucifer moest doven. Dat gaf de koning dan de gelegenheid om de lakei met twee weken inhouding van salaris te straffen. Als de bouillon volgens de koning te zout was, kon het gebeuren dat de chef-kok acht dagen geen toegang tot het paleis kreeg. De hofcommissie maakte geregeld bezwaar tegen de onredelijke en kleingeestige straffen die de vorst te pas en te onpas uitdeelde. Lord Clarendon, de Britse minister van Buitenlandse Zaken, legde vast dat de koning op een receptie niets anders deed dan "op iedereen die hij sprak vitten en mopperen", maar hij vervolgde met de vaststelling "dat niemand zich daar iets van aantrok".
De consequenties van de koninklijke woedeaanvallen waren ernstiger. Een jonge officier die een rijtuig waarin de koning incognito reed niet groette, werd voor straf kromgesloten en minister van Oorlog Weitzel merkte in zijn dagboek op: "De prikkelbaarheid van Zijn oploopend karakter en Zijne autocratische neigingen schijnen met de jaren toe te nemen" en: "In het openbaar en vooral ten aanzien van hooger of lager geplaatste Officieren hebben nu en dan ergerlijke toneelen plaats. Die toneelen worden door de pers wel met den mantel der liefde bedekt, maar zijn toch in het leger te zeer bekend om aldaar niet velen te verbitteren en van hem te vervreemden."
In het voorjaar 1880 bezuinigde Willem op de maaltijden van het hofpersoneel. Het serveren van vis werd verboden en bij het ontbijt werden nog maar twee in plaats van vier beschuiten geserveerd. Het geld voor een middagmaal voor de kameniers schafte hij af, waardoor ze volgens Emma's hofdame Henriëtte van de Poll geen andere uitweg zagen dan de restjes op te peuzelen van de koninklijke maaltijden.

## Laatste levensjaren

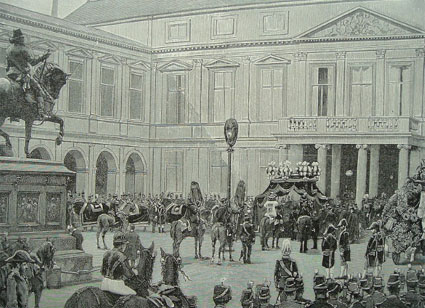
De laatste gang van de koning van Paleis Noordeinde naar Delft

De gezondheid van de koning ging in oktober 1888 sterk achteruit. In februari 1889 was hij niet meer in staat om staatsstukken met een paraaf te ondertekenen en op 3 april werd Willem 'buiten staat' verklaard en nam de Raad van State zijn taken over. Willem herstelde en op 3 mei werd het regentschap teruggedraaid. In augustus, toen hij in Paleis Het Loo verbleef, verslechterde zijn gezondheidstoestand opnieuw. Volgens de hofarts had hij 'een stille beroerte' gehad. Hij zou het Veluwse paleis niet meer verlaten. De koning leed aan suikerziekte en een ernstige nierziekte. Vanaf zijn ziekbed hield hij lange onsamenhangende toespraken. Willem verordonneerde dat er altijd iemand van de hofhouding in zijn nabijheid moest blijven, omdat hij bang was dat hij in zijn slaap vermoord zou worden. Op 31 augustus 1890, de tiende verjaardag van zijn dochter, kreeg hij opnieuw een beroerte en op 25 september kreeg zijn dochter hem voor de laatste keer te zien. Op 29 oktober werd Willem opnieuw 'buiten staat' verklaard en nam de Raad van State voor de tweede keer zijn taken waar. Op 20 november nam zijn echtgenote Emma het koninklijk gezag over. Dit regentschap duurde slechts enkele dagen, want op 23 november 1890 overleed de vorst, 73 jaar oud. Het koningschap ging toen over op de tienjarige prinses Wilhelmina, waarvoor Emma op 8 december 1890 "gedurende haren weduwelijken staat" opnieuw tot regentes werd beëdigd.
Volgens de Erneuerte Nassauische Erbverein zou bij het uitsterven in de mannelijke lijn van de Ottoonse Linie van het Huis Nassau het groothertogdom Luxemburg worden geërfd door het hoofd van de Walramse Linie van het Huis Nassau. Door het overlijden van prins Alexander in 1884 was te voorzien dat bij het overlijden van Willem III de Ottoonse Linie van het Huis Nassau in de mannelijke lijn zou uitsterven. Willem III was er in 1884 nog van overtuigd dat er wel een regeling getroffen kon worden zodat zijn dochter Wilhelmina hem ook in Luxemburg zou kunnen opvolgen. Koningin Emma ging er echter van uit dat Luxemburg aan de Walramse Linie van het Huis Nassau zou toevallen, zodat hertog Adolf van Nassau, haar oom van moederszijde, Willem III in Luxemburg zou opvolgen. De staatsminister van Luxemburg, Félix baron de Blochausen, trachtte Emma ertoe over te halen zich met de zienswijze van de koning te verenigen, maar tevergeefs. De onderhandelingen tussen Willem III en Adolf van Nassau voor een overeenkomst over de toekomstige afwikkeling van zaken zoals de persoonlijke bezittingen van de koning in Luxemburg leidden tot een op 30 september 1884 gesloten verdrag tussen Willem III en Adolf waarin definitief werd vastgelegd dat na het overlijden van Willem III, als hij geen mannelijke nakomelingen zou hebben, het groothertogdom zou overgaan naar Adolf van Nassau en zijn nakomelingen, overeenkomstig de Erneuerte Nassauische Erbverein. Bij het overlijden van Willem III werd Adolf van Nassau de nieuwe groothertog van Luxemburg.
De uitvaartplechtigheid was een pure mannenaangelegenheid. Emma, Wilhelmina en Willems zuster Sophie waren niet bij de bijzetting aanwezig. De bijzetting in de koninklijke grafkelder op 4 december 1890 in Delft was erg ongeorganiseerd; zo stortte een tribune in en waren er te weinig koetsen en parkeerplaatsen, waardoor velen te laat waren in de Nieuwe Kerk. De dragers lieten de lijkkist uit hun handen glijden en bij het binnendragen in de kerk zou de doodskist "als een piano versjouwd" zijn. De rouwdienst werd geleid door hofprediker Cornelis Eliza van Koetsveld. In zijn lijkrede zei hij:
Wel weten wij het allen, hoe opbruisend en hartstochtelijk het karakter was van den Ontslapene, en hoe hij, in alles oprecht, als mens vaak het zelfbedwang miste, dat hem sierde als Koning. Waartoe zou ik het verzwijgen? Ik heb hem nooit gevleid bij zijn leven en denk het niet te doen na zijnen dood.

## Kwartierstaat
| Willem V van Oranje-Nassau (1748–1806) | Willem V van Oranje-Nassau (1748–1806) | Willem V van Oranje-Nassau (1748–1806) | Willem V van Oranje-Nassau (1748–1806) | Willem V van Oranje-Nassau (1748–1806) | Willem V van Oranje-Nassau (1748–1806) | Wilhelmina van Pruisen (1751-1820)     | Wilhelmina van Pruisen (1751-1820)     | Wilhelmina van Pruisen (1751-1820)     | Wilhelmina van Pruisen (1751-1820)     | Wilhelmina van Pruisen (1751-1820)    | Wilhelmina van Pruisen (1751-1820)    |                                       |                                       | Frederik Willem II van Pruisen (1744-1797) | Frederik Willem II van Pruisen (1744-1797) | Frederik Willem II van Pruisen (1744-1797) | Frederik Willem II van Pruisen (1744-1797) | Frederik Willem II van Pruisen (1744-1797) | Frederik Willem II van Pruisen (1744-1797) | Frederika van Hessen-Darmstadt (1751-1805) | Frederika van Hessen-Darmstadt (1751-1805) | Frederika van Hessen-Darmstadt (1751-1805) | Frederika van Hessen-Darmstadt (1751-1805) | Frederika van Hessen-Darmstadt (1751-1805) | Frederika van Hessen-Darmstadt (1751-1805) |                                       |                                       | Peter III van Rusland (1728–1762)     | Peter III van Rusland (1728–1762)     | Peter III van Rusland (1728–1762) | Peter III van Rusland (1728–1762) | Peter III van Rusland (1728–1762) | Peter III van Rusland (1728–1762) | Catharina de Grote (1729–1796)              | Catharina de Grote (1729–1796)              | Catharina de Grote (1729–1796)              | Catharina de Grote (1729–1796)              | Catharina de Grote (1729–1796)              | Catharina de Grote (1729–1796)              |                                       |                                       | Frederik Eugenius van Württemberg (1732-1797) | Frederik Eugenius van Württemberg (1732-1797) | Frederik Eugenius van Württemberg (1732-1797)              | Frederik Eugenius van Württemberg (1732-1797)              | Frederik Eugenius van Württemberg (1732-1797)              | Frederik Eugenius van Württemberg (1732-1797)              | Frederika Dorothea Sophia van Brandenburg-Schwedt (1736-1798) | Frederika Dorothea Sophia van Brandenburg-Schwedt (1736-1798) | Frederika Dorothea Sophia van Brandenburg-Schwedt (1736-1798) | Frederika Dorothea Sophia van Brandenburg-Schwedt (1736-1798) | Frederika Dorothea Sophia van Brandenburg-Schwedt (1736-1798) | Frederika Dorothea Sophia van Brandenburg-Schwedt (1736-1798) |  |  |  |  |  |  |  |  |  |  |  |  |  |  |  |  |  |  |  |  |  |  |  |  |  |  |  |  |  |  |  |  |  |  |  |  |  |  |  |  |  |  |  |  |  |  |  |  |
| Willem V van Oranje-Nassau (1748–1806) | Willem V van Oranje-Nassau (1748–1806) | Willem V van Oranje-Nassau (1748–1806) | Willem V van Oranje-Nassau (1748–1806) | Willem V van Oranje-Nassau (1748–1806) | Willem V van Oranje-Nassau (1748–1806) | Wilhelmina van Pruisen (1751-1820)     | Wilhelmina van Pruisen (1751-1820)     | Wilhelmina van Pruisen (1751-1820)     | Wilhelmina van Pruisen (1751-1820)     | Wilhelmina van Pruisen (1751-1820)    | Wilhelmina van Pruisen (1751-1820)    |                                       |                                       | Frederik Willem II van Pruisen (1744-1797) | Frederik Willem II van Pruisen (1744-1797) | Frederik Willem II van Pruisen (1744-1797) | Frederik Willem II van Pruisen (1744-1797) | Frederik Willem II van Pruisen (1744-1797) | Frederik Willem II van Pruisen (1744-1797) | Frederika van Hessen-Darmstadt (1751-1805) | Frederika van Hessen-Darmstadt (1751-1805) | Frederika van Hessen-Darmstadt (1751-1805) | Frederika van Hessen-Darmstadt (1751-1805) | Frederika van Hessen-Darmstadt (1751-1805) | Frederika van Hessen-Darmstadt (1751-1805) |                                       |                                       | Peter III van Rusland (1728–1762)     | Peter III van Rusland (1728–1762)     | Peter III van Rusland (1728–1762) | Peter III van Rusland (1728–1762) | Peter III van Rusland (1728–1762) | Peter III van Rusland (1728–1762) | Catharina de Grote (1729–1796)              | Catharina de Grote (1729–1796)              | Catharina de Grote (1729–1796)              | Catharina de Grote (1729–1796)              | Catharina de Grote (1729–1796)              | Catharina de Grote (1729–1796)              |                                       |                                       | Frederik Eugenius van Württemberg (1732-1797) | Frederik Eugenius van Württemberg (1732-1797) | Frederik Eugenius van Württemberg (1732-1797)              | Frederik Eugenius van Württemberg (1732-1797)              | Frederik Eugenius van Württemberg (1732-1797)              | Frederik Eugenius van Württemberg (1732-1797)              | Frederika Dorothea Sophia van Brandenburg-Schwedt (1736-1798) | Frederika Dorothea Sophia van Brandenburg-Schwedt (1736-1798) | Frederika Dorothea Sophia van Brandenburg-Schwedt (1736-1798) | Frederika Dorothea Sophia van Brandenburg-Schwedt (1736-1798) | Frederika Dorothea Sophia van Brandenburg-Schwedt (1736-1798) | Frederika Dorothea Sophia van Brandenburg-Schwedt (1736-1798) |  |  |  |  |  |  |  |  |  |  |  |  |  |  |  |  |  |  |  |  |  |  |  |  |  |  |  |  |  |  |  |  |  |  |  |  |  |  |  |  |  |  |  |  |  |  |  |  |
|                                        |                                        |                                        |                                        |                                        |                                        |                                        |                                        |                                        |                                        |                                       |                                       |                                       |                                       |                                            |                                            |                                            |                                            |                                            |                                            |                                            |                                            |                                            |                                            |                                            |                                            |                                       |                                       |                                       |                                       |                                   |                                   |                                   |                                   |                                             |                                             |                                             |                                             |                                             |                                             |                                       |                                       |                                               |                                               |                                                            |                                                            |                                                            |                                                            |                                                               |                                                               |                                                               |                                                               |                                                               |                                                               |  |  |  |  |  |  |  |  |  |  |  |  |  |  |  |  |  |  |  |  |  |  |  |  |  |  |  |  |  |  |  |  |  |  |  |  |  |  |  |  |  |  |  |  |  |  |  |  |
|                                        |                                        |                                        |                                        | Willem I der Nederlanden (1772–1843)   | Willem I der Nederlanden (1772–1843)   | Willem I der Nederlanden (1772–1843)   | Willem I der Nederlanden (1772–1843)   | Willem I der Nederlanden (1772–1843)   | Willem I der Nederlanden (1772–1843)   |                                       |                                       |                                       |                                       |                                            |                                            | Wilhelmina van Pruisen (1774-1837)         | Wilhelmina van Pruisen (1774-1837)         | Wilhelmina van Pruisen (1774-1837)         | Wilhelmina van Pruisen (1774-1837)         | Wilhelmina van Pruisen (1774-1837)         | Wilhelmina van Pruisen (1774-1837)         |                                            |                                            |                                            |                                            |                                       |                                       |                                       |                                       |                                   |                                   | Paul I van Rusland (1754-1801)    | Paul I van Rusland (1754-1801)    | Paul I van Rusland (1754-1801)              | Paul I van Rusland (1754-1801)              | Paul I van Rusland (1754-1801)              | Paul I van Rusland (1754-1801)              |                                             |                                             |                                       |                                       |                                               |                                               | Sophia Dorothea Augusta Louisa van Württemberg (1759-1828) | Sophia Dorothea Augusta Louisa van Württemberg (1759-1828) | Sophia Dorothea Augusta Louisa van Württemberg (1759-1828) | Sophia Dorothea Augusta Louisa van Württemberg (1759-1828) | Sophia Dorothea Augusta Louisa van Württemberg (1759-1828)    | Sophia Dorothea Augusta Louisa van Württemberg (1759-1828)    |                                                               |                                                               |                                                               |                                                               |  |  |  |  |  |  |  |  |  |  |  |  |  |  |  |  |  |  |  |  |  |  |  |  |  |  |  |  |  |  |  |  |  |  |  |  |  |  |  |  |  |  |  |  |  |  |  |  |
|                                        |                                        |                                        |                                        | Willem I der Nederlanden (1772–1843)   | Willem I der Nederlanden (1772–1843)   | Willem I der Nederlanden (1772–1843)   | Willem I der Nederlanden (1772–1843)   | Willem I der Nederlanden (1772–1843)   | Willem I der Nederlanden (1772–1843)   |                                       |                                       |                                       |                                       |                                            |                                            | Wilhelmina van Pruisen (1774-1837)         | Wilhelmina van Pruisen (1774-1837)         | Wilhelmina van Pruisen (1774-1837)         | Wilhelmina van Pruisen (1774-1837)         | Wilhelmina van Pruisen (1774-1837)         | Wilhelmina van Pruisen (1774-1837)         |                                            |                                            |                                            |                                            |                                       |                                       |                                       |                                       |                                   |                                   | Paul I van Rusland (1754-1801)    | Paul I van Rusland (1754-1801)    | Paul I van Rusland (1754-1801)              | Paul I van Rusland (1754-1801)              | Paul I van Rusland (1754-1801)              | Paul I van Rusland (1754-1801)              |                                             |                                             |                                       |                                       |                                               |                                               | Sophia Dorothea Augusta Louisa van Württemberg (1759-1828) | Sophia Dorothea Augusta Louisa van Württemberg (1759-1828) | Sophia Dorothea Augusta Louisa van Württemberg (1759-1828) | Sophia Dorothea Augusta Louisa van Württemberg (1759-1828) | Sophia Dorothea Augusta Louisa van Württemberg (1759-1828)    | Sophia Dorothea Augusta Louisa van Württemberg (1759-1828)    |                                                               |                                                               |                                                               |                                                               |  |  |  |  |  |  |  |  |  |  |  |  |  |  |  |  |  |  |  |  |  |  |  |  |  |  |  |  |  |  |  |  |  |  |  |  |  |  |  |  |  |  |  |  |  |  |  |  |
|                                        |                                        |                                        |                                        |                                        |                                        |                                        |                                        |                                        |                                        | Willem II der Nederlanden (1792-1849) | Willem II der Nederlanden (1792-1849) | Willem II der Nederlanden (1792-1849) | Willem II der Nederlanden (1792-1849) | Willem II der Nederlanden (1792-1849)      | Willem II der Nederlanden (1792-1849)      |                                            |                                            |                                            |                                            |                                            |                                            |                                            |                                            |                                            |                                            |                                       |                                       |                                       |                                       |                                   |                                   |                                   |                                   |                                             |                                             |                                             |                                             | Anna Paulowna van Rusland (1795-1865)       | Anna Paulowna van Rusland (1795-1865)       | Anna Paulowna van Rusland (1795-1865) | Anna Paulowna van Rusland (1795-1865) | Anna Paulowna van Rusland (1795-1865)         | Anna Paulowna van Rusland (1795-1865)         |                                                            |                                                            |                                                            |                                                            |                                                               |                                                               |                                                               |                                                               |                                                               |                                                               |  |  |  |  |  |  |  |  |  |  |  |  |  |  |  |  |  |  |  |  |  |  |  |  |  |  |  |  |  |  |  |  |  |  |  |  |  |  |  |  |  |  |  |  |  |  |  |  |
|                                        |                                        |                                        |                                        |                                        |                                        |                                        |                                        |                                        |                                        | Willem II der Nederlanden (1792-1849) | Willem II der Nederlanden (1792-1849) | Willem II der Nederlanden (1792-1849) | Willem II der Nederlanden (1792-1849) | Willem II der Nederlanden (1792-1849)      | Willem II der Nederlanden (1792-1849)      |                                            |                                            |                                            |                                            |                                            |                                            |                                            |                                            |                                            |                                            |                                       |                                       |                                       |                                       |                                   |                                   |                                   |                                   |                                             |                                             |                                             |                                             | Anna Paulowna van Rusland (1795-1865)       | Anna Paulowna van Rusland (1795-1865)       | Anna Paulowna van Rusland (1795-1865) | Anna Paulowna van Rusland (1795-1865) | Anna Paulowna van Rusland (1795-1865)         | Anna Paulowna van Rusland (1795-1865)         |                                                            |                                                            |                                                            |                                                            |                                                               |                                                               |                                                               |                                                               |                                                               |                                                               |  |  |  |  |  |  |  |  |  |  |  |  |  |  |  |  |  |  |  |  |  |  |  |  |  |  |  |  |  |  |  |  |  |  |  |  |  |  |  |  |  |  |  |  |  |  |  |  |
|                                        |                                        |                                        |                                        |                                        |                                        |                                        |                                        |                                        |                                        |                                       |                                       |                                       |                                       |                                            |                                            |                                            |                                            |                                            |                                            |                                            |                                            |                                            |                                            |                                            |                                            |                                       |                                       |                                       |                                       |                                   |                                   |                                   |                                   |                                             |                                             |                                             |                                             |                                             |                                             |                                       |                                       |                                               |                                               |                                                            |                                                            |                                                            |                                                            |                                                               |                                                               |                                                               |                                                               |                                                               |                                                               |  |  |  |  |  |  |  |  |  |  |  |  |  |  |  |  |  |  |  |  |  |  |  |  |  |  |  |  |  |  |  |  |  |  |  |  |  |  |  |  |  |  |  |  |  |  |  |  |
|                                        |                                        |                                        |                                        |                                        |                                        |                                        |                                        |                                        |                                        |                                       |                                       |                                       |                                       |                                            |                                            |                                            |                                            |                                            |                                            |                                            |                                            |                                            |                                            |                                            |                                            |                                       |                                       |                                       |                                       |                                   |                                   |                                   |                                   |                                             |                                             |                                             |                                             |                                             |                                             |                                       |                                       |                                               |                                               |                                                            |                                                            |                                                            |                                                            |                                                               |                                                               |                                                               |                                                               |                                                               |                                                               |  |  |  |  |  |  |  |  |  |  |  |  |  |  |  |  |  |  |  |  |  |  |  |  |  |  |  |  |  |  |  |  |  |  |  |  |  |  |  |  |  |  |  |  |  |  |  |  |
|                                        |                                        |                                        |                                        | Willem III der Nederlanden (1817–1890) | Willem III der Nederlanden (1817–1890) | Willem III der Nederlanden (1817–1890) | Willem III der Nederlanden (1817–1890) | Willem III der Nederlanden (1817–1890) | Willem III der Nederlanden (1817–1890) |                                       |                                       |                                       |                                       | Alexander van Oranje-Nassau (1818-1848)    | Alexander van Oranje-Nassau (1818-1848)    | Alexander van Oranje-Nassau (1818-1848)    | Alexander van Oranje-Nassau (1818-1848)    | Alexander van Oranje-Nassau (1818-1848)    | Alexander van Oranje-Nassau (1818-1848)    |                                            |                                            |                                            |                                            | Hendrik van Oranje-Nassau (1820-1879)      | Hendrik van Oranje-Nassau (1820-1879)      | Hendrik van Oranje-Nassau (1820-1879) | Hendrik van Oranje-Nassau (1820-1879) | Hendrik van Oranje-Nassau (1820-1879) | Hendrik van Oranje-Nassau (1820-1879) |                                   |                                   |                                   |                                   | Ernst Casimir van Oranje-Nassau (1822-1822) | Ernst Casimir van Oranje-Nassau (1822-1822) | Ernst Casimir van Oranje-Nassau (1822-1822) | Ernst Casimir van Oranje-Nassau (1822-1822) | Ernst Casimir van Oranje-Nassau (1822-1822) | Ernst Casimir van Oranje-Nassau (1822-1822) |                                       |                                       |                                               |                                               | Sophie van Oranje-Nassau (1824-1897)                       | Sophie van Oranje-Nassau (1824-1897)                       | Sophie van Oranje-Nassau (1824-1897)                       | Sophie van Oranje-Nassau (1824-1897)                       | Sophie van Oranje-Nassau (1824-1897)                          | Sophie van Oranje-Nassau (1824-1897)                          |                                                               |                                                               |                                                               |                                                               |  |  |  |  |  |  |  |  |  |  |  |  |  |  |  |  |  |  |  |  |  |  |  |  |  |  |  |  |  |  |  |  |  |  |  |  |  |  |  |  |  |  |  |  |  |  |  |  |